# Karin Ekström
Karin Ekström, född 5 juli 1939 i Hammarby församling, är en svensk skådespelare.

## Filmografi
- 1978 – Picassos äventyr
- 1980 – Den enes död...
- 1982 – Den enfaldige mördaren
- 1983 – P&B
- 1987 – Jim och piraterna Blom
- 1988 – Vargens tid
- 1994 – Frihetens skugga (TV-serie)
- 2004 – Fyra nyanser av brunt
- 2005 – En dålig idé
- 2007 – Saltön (TV-serie)
- 2009 – Playa del Sol (TV-serie)
- 2011 – Kronjuvelerna (TV-serie)
- 2014 – Hallåhallå
- 2020 – Stall-Erik och snapphanarna

## Teater

### Roller (ej komplett)
| År   | Roll                       | Produktion                                                                               | Regi                          | Teater                   |
| ---- | -------------------------- | ---------------------------------------------------------------------------------------- | ----------------------------- | ------------------------ |
| 1973 | Orinthia                   | Karusellen (The Apple Cart) George Bernard Shaw                                          | Claes Sylwander               | Helsingborgs stadsteater |
| 1973 | Svatava                    | Dr Burkes egendomliga eftermiddag (Podivné odpoledne dr. Zvonka Burkeho) Ladislav Smoček | Claes Thelander               | Helsingborgs stadsteater |
| 1973 | Stina                      | Värmlänningarna Fredrik August Dahlgren och Andreas Randel                               | Claes Sylwander               | Helsingborgs stadsteater |
| 1974 | Teresa O'Leary             | Arvet från Ballygombeen (The Ballygombeen bequest) John Arden och Margaretta D'Arcy      | Claes Thelander               | Helsingborgs stadsteater |
| 1974 | Servitrisen                | Pampen Lars Björkman                                                                     | Claes Sylwander               | Helsingborgs stadsteater |
| 1974 | Madame Durand-Benechol     | Kaktusblomman (Fleur de cactus) Pierre Barillet och Jean-Pierre Grédy                    | Claes Sylwander               | Helsingborgs stadsteater |
| 1974 | Cora Annie Ilona Gabrielle | Anatol Arthur Schnitzler                                                                 | Mimi Pollak                   | Helsingborgs stadsteater |
| 1974 | Flipote                    | Tartuffe (Tartuffe, ou l'Imposteur) Molière                                              | HansKarl Zeiser               | Helsingborgs stadsteater |
| 1975 | Ida Bäckman                | Sjung vackert om kärlek Gottfried Grafström                                              | Claes Thelander               | Helsingborgs stadsteater |
| 1975 | Alice                      | Föräldrarna Lilla Klara-gruppen                                                          | Lars Svenson                  | Helsingborgs stadsteater |
| 1975 | Bobbi Michele              | Den siste hete älskaren (Last of the Red Hot Lovers) Neil Simon                          | Claes Sylwander               | Helsingborgs stadsteater |
| 1975 | Maj                        | Turarna, en färjepjäs Stellan Olsson och Jan Olsheden                                    | Stellan Olsson                | Helsingborgs stadsteater |
| 1975 |                            | Beteendelek Jan Bergquist                                                                | Claes Thelander               | Helsingborgs stadsteater |
| 1975 | Muriel McComber            | Åh, ljuva ungdomstid (Ah, Wilderness) Eugene O'Neill                                     | Olle Johansson                | Helsingborgs stadsteater |
| 1976 | Mor Aase                   | Peer Gynt Henrik Ibsen                                                                   | Claes Sylwander               | Helsingborgs stadsteater |
| 1976 | Anne                       | Aska (Ashes) David Rudkin                                                                | Lars Svenson                  | Helsingborgs stadsteater |
| 1977 |                            | Tolvskillingsoperan (Die Dreigroschenoper) Bertolt Brecht och Kurt Weill                 | Hans Polster                  | Helsingborgs stadsteater |
| 1977 | Jane Hopcroft              | Gin & Bitter Lemon (Absurd Person Singular) Alan Ayckbourn                               | Per Möller                    | Helsingborgs stadsteater |
| 1978 | Agnes                      | I skuggan (The Shadow Box) Michael Cristofer                                             | Claes Sylwander               | Helsingborgs stadsteater |
| 1978 | Vera Biledew               | Vargen - en upptäcktsresa (Claw) Howard Barker                                           | Lars Svenson                  | Helsingborgs stadsteater |
| 1979 | Antonia                    | Vi betalar inte, vi betalar inte (Non si paga! non si paga!) Dario Fo                    | Hans Polster                  | Helsingborgs stadsteater |
| 1981 | Varja                      | Körsbärsträdgården (Вишнёвый сад, Visjnjovyj sad) Anton Tjechov                          | Gustaf Elander                | Helsingborgs stadsteater |
| 1982 | Amy Evans                  | Brevet till min älskade (I Sent a Letter To My Love) Bernice Rubens                      | Claes Sylwander               | Helsingborgs stadsteater |
| 1982 | Mamma                      | Mellan himmel och jord Staffan Westerberg                                                | Karin Ekström                 | Helsingborgs stadsteater |
| 1983 | Fru Linde                  | Ett dockhem (Et Dukkehjem) Henrik Ibsen                                                  | Tom Deutgen                   | Helsingborgs stadsteater |
| 1983 | Hertigen Bondpojken        | Med slöja och svärd Birgit Hageby                                                        | Karin Parrot                  | Helsingborgs stadsteater |
| 1984 | Poppy Norton-Taylor        | Kaos på teatern (Noises Off) Michael Frayn                                               | Palle Granditsky              | Helsingborgs stadsteater |
| 1984 | Madame Duval               | Brevbäraren från Arles (Postbudet fra Arles) Ernst Bruun Olsen                           | Lars Svenson                  | Helsingborgs stadsteater |
| 1985 | Sarah Bernhardt            | Solen och jag (Memoir) John Murrell                                                      | Anna-Greta Bergman            | Helsingborgs stadsteater |
| 1985 | Marcela                    | Figaros bröllop (La Folle Journée, ou Le Mariage de Figaro) Pierre de Beaumarchais       | Hans Polster                  | Helsingborgs stadsteater |
| 1985 | Niccola Kassiopeia         | Momo eller kampen om tiden (Momo) Michael Ende                                           | Bent Hesselman                | Helsingborgs stadsteater |
| 1986 | Modern                     | Frihet i Bremen (Bremer Freiheit) Rainer Werner Fassbinder                               | Christian Zell                | Helsingborgs stadsteater |
| 1986 | Klytaimnestra              | Ifigenia i Aulis (Ἰφιγένεια ἐν Αὐλίδι, Īphigéneia en Aulídi) Euripides                   | Anita Blom                    | Helsingborgs stadsteater |
| 1987 | Gladys                     | Några överlever torkan (A Lesson from Aloes) Athol Fugard                                | Hans Polster                  | Helsingborgs stadsteater |
| 1987 | Bodey                      | Utflykten (A Lovely Sunday for Creve Coeur) Tennessee Williams                           | Anna-Greta Bergman            | Helsingborgs stadsteater |
| 1987 | Klytaimestra               | Flugorna (Les Mouches) Jean-Paul Sartre                                                  | Anita Blom                    | Helsingborgs stadsteater |
| 1988 | Modern                     | Din stund på jorden Vilhelm Moberg                                                       | Anita Blom                    | Helsingborgs stadsteater |
| 1988 | Betty                      | Panget (The Foreigner) Larry Shue                                                        | Lars Svenson                  | Helsingborgs stadsteater |
| 1989 | Modern                     | Min modiga mor (Mutters Courage) George Tabori                                           | Richard Looft                 | Helsingborgs stadsteater |
| 1989 | Majvor Segander            | Knäckebröd med hovmästarsås Magnus Nilsson                                               | Ernst Günther Peter Wahlqvist | Helsingborgs stadsteater |
| 1990 | Fru Aline Solness          | Byggmästare Solness (Bygmester Solness) Henrik Ibsen                                     | Marianne Rolf                 | Helsingborgs stadsteater |
| 1991 | Mamman                     | Min store tjocke far Magnus Nilsson                                                      | Stig Ossian Ericson           | Helsingborgs stadsteater |
| 1992 | Karen Blixen               | Lucifers barn (Lucifer's Child) William Luce                                             | Hans Polster                  | Helsingborgs stadsteater |
| 1993 | Modern                     | Pelikanen August Strindberg                                                              | Kerstin Birde                 | Helsingborgs stadsteater |
| 1994 | Margareta                  | Höst och vinter Lars Norén                                                               | Thomas Müller                 | Helsingborgs stadsteater |
| 1994 | Mamma                      | True West Sam Shepard                                                                    | Jan Nielsen                   | Helsingborgs stadsteater |
| 1994 |                            | De sista (Последние, Posledniye) Maksim Gorkij                                           | Ronnie Hallgren               | Helsingborgs stadsteater |
| 1995 | Sylvia                     | Första steget (Shattered Secrets) Libbe S.Halevy                                         | Göran Stangertz               | Helsingborgs stadsteater |
| 1995 | Donna Libera               | Gruffet i Chiozza (Le baruffe chiozzotte) Carlo Goldoni                                  | Jörgen Düberg                 | Helsingborgs stadsteater |
| 1995 | Phyllis                    | En fröjdefull jul (Season's Greetings) Alan Ayckbourn                                    | Marianne Rolf                 | Helsingborgs stadsteater |
| 1997 | Linnéa Cervieng            | En uppstoppad hund Staffan Göthe                                                         | Margita Ahlin                 | Helsingborgs stadsteater |
| 1997 | Fru Montague               | Romeo och Julia (The Tragedy of Romeo and Juliet) William Shakespeare                    | Thomas Müller                 | Helsingborgs stadsteater |
| 1997 |                            | Elddonet (Fyrtøjet) H.C. Andersen                                                        | Göran Stangertz               | Helsingborgs stadsteater |
| 1998 | Eileen                     | Krymplingen på Inishmaan (The Cripple of Inishmaan) Martin McDonagh                      | Thomas Müller                 | Helsingborgs stadsteater |
| 1999 | Lilian                     | Rika barn leka bäst Carin Mannheimer                                                     | Birgitta Palme                | Helsingborgs stadsteater |
| 1999 | Cecilie                    | Västra kajen (Quai Ouest) Bernard-Marie Koltès                                           | Thomas Müller                 | Helsingborgs stadsteater |
| 2000 | Häxa                       | Macbeth William Shakespeare                                                              | Ulla Gottlieb(da)             | Helsingborgs stadsteater |
| 2000 | Mag                        | Skönheten i byn (The Beauty Queen of Leenane) Martin McDonagh                            | Margita Ahlin                 | Helsingborgs stadsteater |
| 2001 | Gullebarnet                | Snart kommer tiden Line Knutzon                                                          | Natalie Ringler               | Helsingborgs stadsteater |
| 2003 | Ingeborg                   | LisaLouise Majgull Axelsson                                                              | Wiveka Warenfalk              | Helsingborgs stadsteater |
| 2004 | Anfisa                     | 3 systrar (Три сeстры, Tri sestry) Anton Tjechov                                         | Christian Tomner              | Helsingborgs stadsteater |
| 2005 | Millan                     | Limbo Margareta Garpe                                                                    | Göran Stangertz               | Helsingborgs stadsteater |
| 2007 | Nell                       | Slutspel (Fin de partie) Samuel Beckett                                                  | Aslak Moe                     | Helsingborgs stadsteater |
| 2007 | Madame de Volanges         | Farliga förbindelser (Les Liaisons dangereuses) Christopher Hampton                      | Solbjørg Højfeldt             | Helsingborgs stadsteater |
| 2012 |                            | Under hallonbusken Maria Blom                                                            | Jan Modin                     | Helsingborgs stadsteater |

### Regi
| År   | Produktion             | Upphovsmän         | Teater                                                     |
| ---- | ---------------------- | ------------------ | ---------------------------------------------------------- |
| 1978 | Mio, min Mio           | Astrid Lindgren    | Helsingborgs stadsteater Regi tillsammans med Göran Omnéus |
| 1982 | Mellan himmel och jord | Staffan Westerberg | Helsingborgs stadsteater                                   |